# Tașca, Neamț
Tașca este satul de reședință al comunei cu același nume din județul Neamț, Moldova, România.

## Etimologie
Originea denumirii satului Tașca se pare că provine de la cuvântul toșcă, un obiect de piele sau material textil purtat la șold, în care se purta mâncare sau documente personale. În această zonă denumirea de tașcă se dădea unei genți de piele cu diferite ornamente, purată la șold de lucrătorii forestieri. Acest obiect s-a pierdut cu timpul.
 Acest articol despre o localitate din județul Neamț este deocamdată un ciot. Puteți ajuta Wikipedia prin completarea lui.